# Смерть на Нілі (фільм, 1978)
«Смерть на Нілі» (англ. Death on the Nile) — британський детективний фільм 1978 року, знятий режисером Джоном Гіллерміном за однойменним романом Агати Крісті. Перший з шести фільмів, де роль Еркюля Пуаро виконав Пітер Устінов.

## Сюжет
Жаклін де Бельфор (Джекі) просить свою давню шкільну подругу — мільйонерку Ліннет Ріджвей про роботу для свого нареченого Саймона Дойла. Між Ліннет і Саймоном розпочинається роман й вони одружуються. Покинута Джекі переслідує їх у весільній подорожі, чим дуже дратує Ліннет. У Єгипті молоде подружжя таємно сідає на пароплав «Карнак», аби здійснити круїз по Нілу й позбутися Джекі, та скоро виявляють її серед інших пасажирів. Під час берегової екскурсії Ліннет ледь рятується від великого каменю, який зривається зі стіни. Тієї ж ночі п'яна Джекі стріляє в Саймона й ранить його у ногу. Вранці Ліннет знаходять мертвою, — хтось вистрілив їй у скроню під час сну. Літера «Ж», написана кров'ю на стіні каюти, вказує на Джекі, та в неї неспростовне алібі — міс Боуерс, медсестра, дала їй морфін і залишалася поряд з нею до ранку. Розслідування провадять відомий приватний детектив Еркюль Пуаро та його давній знайомий полковник Рейс, які теж подорожують на «Карнаку». Вони виявляють, що більшість пасажирів мала мотив для скоєння злочину: Луїза, покоївка Ліннет, не отримала від неї обіцяного посагу, через що розладнались її весільні плани, Ендрю Пеннінгтон, американський опікун Ліннет, боїться викриття своїх фінансових махінацій з її майном, міс Ван Шуйлер, багата американка з клептоманією, краде коштовне перлове намисто з каюти загиблої, міс Боуерс звинувачує батька Ліннет у розоренні свого батька, романістка Саломея Оттерборн отримала судовий позов через схожість одного зі своїх персонажів з покійною, її дочка Розалі намагається врятувати матір від фінансового краху, Джим Фергюсон, затятий комуніст, вважає її класовим ворогом, доктор Беснер ображений на Ліннет через різку критику методів лікування у його приватній психіатричній клініці, пацієнтами якої були друзі мільйонерки.
Матроси виловлюють з ріки згорток — револьвер марки деррінджер, власність Джекі, загорнутий у накидку міс Ван Шуйлер. Покоївку Луїзу знаходять мертвою в її каюті, — її зарізано скальпелем доктора Беснера. Між пальців покійної затиснутий обривок банкноти. Місіс Оттерборн повідомляє, що знає хто вбив покоївку, та не встигає назвати ім'я — хтось стріляє їй у голову через відчинені двері. На підлозі знаходять револьвер, який належить Пеннінгтону.
Врешті Пуаро збирає усіх в салоні й повідомляє, що то Саймон застрелив свою дружину, а Джекі — його спільниця. Вона лише вдавала що стріляє в Саймона, а той лиш прикидався пораненим. Насправді ж, коли присутні відводили Джекі до її каюти, він підібрав кинутий нею на підлогу деррінджер, побіг до каюти Ліннет і вистрілив у неї. Потім повернувся до салону й вистрілив собі в ногу, загорнувши револьвер в накидку міс Ван Шуйлер аби заглушити звук пострілу. Луїзу, яка бачила як Саймон тієї ночі виходив з каюти дружини і шантажувала його, вбила Джекі, як і місіс Оттерборн, яка бачила як Джекі заходила до каюти Луїзи, після чого ту знайшли вбитою. Метою вбивць було заволодіти статками Ліннет. Зрозумівши, що їх викрито, Джекі вихоплює ще один деррінджер і вбиває спочатку Саймона, а потім себе, тим самим рятуючись від суду й страти.

## У ролях
| Актор                | Роль                      |
| -------------------- | ------------------------- |
| Пітер Устінов        | Еркюль Пуаро              |
| Лоїс Чайлз           | Ліннет Ріджвей-Дойл       |
| Саймон Маккоркіндейл | Саймон Дойл               |
| Міа Ферроу           | Жаклін де Бельфор (Джекі) |
| Девід Нівен          | Полковник Рейс            |
| Джордж Кеннеді       | Ендрю Пеннінгтон          |
| Бетті Девіс          | Мері Ван Шуйлер           |
| Меггі Сміт           | міс Боуерс                |
| Джейн Біркін         | Луїза Бурже               |
| Анджела Ленсбері     | Саломея Оттерборн         |
| Олівія Гасі          | Розалі Оттерборн          |
| Джон Фінч            | Джим Фергюсон             |
| Джек Ворден          | доктор Людвіг Беснер      |

## Історія створення
Фільм був запущений у виробництво як сиквел успішної стрічки «Вбивство у Східному експресі» (1974) з Альбертом Фінні в ролі Пуаро. Після відмови Фінні від участі у новому проєкті, на головну роль був затверджений Пітер Устінов. Зйомки проходили в другій половині 1977 року у Єгипті та Судані — в Асуані, Абу-Сімбелі, Луксорі та Каїрі. Як пароплав «Карнак» було показано два історичні пароплава — «Мемнон» та «Судан». За спогадами акторів і членів знімальної групи, знімати доводилось між четвертою та шостою годинами ранку, бо вдень температура повітря підіймалася до 56° за Цельсієм.

## Нагороди та номінації
Фільм відзначено преміями Оскар і BAFTA у категорії найкращий дизайн костюмів (Ентоні Пауелл). Пітер Устінов номінувався на премію BAFTA як найкращий актор, а Меггі Сміт і Анджела Ленсбері як найкращі акторки другого плану.